# AutoUni
Die AutoUni ist eine Einrichtung zur Weiterbildung und Qualifizierung der Volkswagen AG in Wolfsburg. Sie wurde 2002 gegründet. Zunächst Geschäftsbereich der Volkswagen Coaching GmbH, war sie seit 1. März 2006 im Konzern-Personalwesen angesiedelt. Zu Beginn des Jahres 2013 wurde die AutoUni in die Volkswagen Group Academy integriert. Somit wird sie ihrer konzernweiten Ausrichtung gerecht. Angeboten werden akademische Weiterbildungsprogramme für Mitarbeiter des Volkswagen-Konzerns. Der Einzug in den MobileLifeCampus erfolgte Anfang September 2006.

## Angebot
Die sowohl fachspezifischen als auch fachübergreifenden Lehrveranstaltungen der AutoUni richten sich vor allem an VW-Konzernangehörige. Einige Veranstaltungen, insbesondere Abendvorträge, werden auch öffentlich angeboten. Außerdem führt die AutoUni Forschungsprojekte in verschiedenen Forschungsfeldern durch und betreut das Doktorandenprogramm der Volkswagen Aktiengesellschaft. Außerdem werden Teilnehmer im Qualifizierungsprogramm „Fakultät 73“ über einen Zeitraum von zwei Jahren zum Software-Entwickler ausgebildet.

## Personen
Am 1. April 2019 übernahm Ralf Brunken, vormals CIO bei Škoda, die Leitung der AutoUni. Sein Vorgänger Mark Gonter wechselt in die Beschaffung der Audi AG im Bereich der Wertanalyse in den Zukunftsfeldern E-Mobility, Autonomous Driving und Connectivity.
Gründungspräsident war Walther Christoph Zimmerli, spätere Leiter waren Peter-Felix Tropschuh und Jürgen Leohold.

## Liegenschaft
Der MobileLifeCampus, in dem die AutoUni angesiedelt ist, befindet sich im Norden des Stadtteils Hageberg, direkt an der A39 und gegenüber dem InnovationsCampus der Wolfsburg AG. Der Entwurf stammt von dem Architekturbüro HENN. Im Nachbargebäude, das dem Stil des MobileLifeCampus nachempfunden ist, befindet sich seit 2016 die Open Hybrid Lab Factory.